# Mongolestes
Il mongoleste (gen. Mongolestes) è un mammifero carnivoro estinto, appartenente agli acreodi. Visse nell'Oligocene inferiore (circa 32 milioni di anni fa) e i suoi resti fossili sono stati ritrovati in Cina. È uno degli ultimi acreodi noti.

## Descrizione
L'aspetto e le dimensioni di questo animale dovevano richiamare vagamente quelle di un orso con una lunga coda. Mongolestes, tuttavia, è noto solo per materiale cranico e una ricostruzione è quindi speculativa e deve basarsi su altri animali simili ma meglio conosciuti, come Mesonyx e Harpagolestes. 
Mongolestes è distinto da altri mesonichidi per diverse caratteristiche, tra cui i denti molto grandi, la perdita del terzo molare superiore, e una sinfisi mandibolare particolarmente troncata. Rispetto all'assai simile Pachyaena (un genere dotato anch'esso di grandi denti), Mongolestes era privo di cingula sui denti superiori, mentre i molari inferiori sono privi di qualsiasi traccia di metaconide sui trigonidi. I protoconidi relativamente alti di Mongolestes sono posizionati più sui premolari di quanto non facciano i denti omologhi di Harpagolestes. Mongolestes  si differenzia nettamente da Mongolonyx nell'assenza del terzo molare superiore, nell'avere una mandibola più arcuata e il primo premolare superiore più ridotto.

## Classificazione
Descritto per la prima volta nel 1966 sulla base di materiale cranico ritrovato in terreni dell'Oligocene inferiore in Mongolia Interna, Mongolestes è considerato uno dei più recenti esempi di acreodi (un arcaico gruppo di ungulati predatori), forse l'ultimo membro del gruppo assieme a Mongolonyx. La specie tipo è Mongolestes hadrodens ("ladro della Mongolia dai forti denti"), rinvenuto nella formazione Ulan Gochu nella regione nota come Shara Murun. Un'altra specie attribuita a questo genere è M. alxaensis, nota per un cranio con mandibola proveniente dalla provincia del Gansu (Cina), inizialmente attribuita al genere Harpagolestes, ma dalle caratteristiche dentarie più affini a M. hadrodens. Altri resti frammentari, che potrebbero appartenere a un animale affine a Mongolestes, provengono da terreni più antichi (Eocene medio) della provincia di Henan in Cina (Jin, 2005).